# 賢治島探検記
『賢治島探検記』（けんじとうたんけんき）とは、演劇集団キャラメルボックスで上演されている宮沢賢治の作品を題材とした舞台作品。原作は宮沢賢治、構成演出は成井豊。

## 起点
阪神・淡路大震災をキッカケに、坂口理恵が成井豊に「いつでもやれる芝居を用意しておきましょう。劇場がなくても、美術や照明がなくても、できる芝居を。路上でもできる芝居を」と提案して作られた。

## 概要
2002年初演。以後、2006年・2011年に再演されている。
2011年再々演は東日本大地震をキッカケに公演を決定し、6月に東京・10月に大阪で公演を行った後、東北７都市で『東北応援無料ツアー』を実施した。東京公演は『水平線の歩き方』と『ヒア・カムズ・ザ・サン』と同時上演され、「左前頭葉皮質梗塞」を患い『ヒア・カムズ・ザ・サン』を降板していた西川浩幸が一日一公演のみワンシーンだけ登場した。
台詞はほぼ宮沢賢治が描いた原文のままである。
初演で教授役は篠田剛だったが、再演以降は坂口理恵が教授役をしている。また芝居部分以外は、役者の本名で呼ばれる。
2002年初演時に中村恵子が肉離れを起こし、『セロ弾きのゴーシュ』の三毛猫役のみ温井摩耶が代役をした。

## あらすじ
宮沢賢治をゼミの研究にしている教授と学生達が、小さな空地へとやって来た。すると教授は突然、「ここが賢治島」だと言い出す。教授と生徒達は、宮沢賢治の作品を芝居として上演していく。全ての芝居が終った時、彼らの胸に不思議な風が吹く・・・

## 登場作品
原作名/公演での題名と表記する

### 2002年初演
- 『祭りの晩』/『二人だけの祭りの晩』
- 『どんぐりと山猫』/『どんぐりと山猫と馬車別当』
- 『貝の火』/『貝の火ただしカンテラの火』
- 『風の又三郎』/『無口な風の又三郎』
- 『セロ弾きのゴーシュ』/『ゴーシュ弾かれのセロ』
- 『銀河鉄道の夜』/『光速銀河鉄道の夜』

### 2006年再演
- 『雪渡り』/『雪渡り鈴鳴らし』
- 『注文の多い料理店』/『注文の厳しい料理店』
- 『セロ弾きのゴーシュ』/『ゴーシュ弾かれのセロ』
- 『風の又三郎』/『無口な風の又三郎』
- 『銀河鉄道の夜』/『光速銀河鉄道の夜』

### 2011年再々演東京公演版
- 『注文の多い料理店』/『注文の厳しい料理店』※『どんぐりと山猫と馬車別当』と日替わり
- 『どんぐりと山猫』/『どんぐりと山猫と馬車別当』※『注文の厳しい料理店』と日替わり
- 『セロ弾きのゴーシュ』/『ゴーシュ弾かれのセロ』
- 『銀河鉄道の夜』/『光速銀河鉄道の夜』

### 2011年再々演東北ツアー版
- 『セロ弾きのゴーシュ』/『ゴーシュ弾かれのセロ』
- 『銀河鉄道の夜』/『光速銀河鉄道の夜』

## 東北無料応援ツアー
2011年10月7日~13日にかけて、東北7ヶ所で無料公演を行った。

### 公演会場
- 岩手県花巻市交流会館
- 岩手県田野畑村アズビィホール
- 宮城県気仙沼市はまなすホール
- 宮城県 仙台市 尚絅学院高等学校 礼拝堂
- 宮城県塩竈市遊ホール
- 宮城県 南三陸町 南三陸ホテル観洋
- 福島県 いわき市 小名浜市民会館

## キャスト
役者名:『登場作品名』役名と表記する。また『無口な風の又三郎』は全員出るので、高田三郎役のみ表記する。

### 2002年初演
- 菅野良一:『貝の火ただしカンテラの火』ひばりの親&もぐら&フクロウ/『光速銀河鉄道の夜』ジョバンニ
- 篠田剛:『どんぐりと山猫と馬車別当』山猫/『光速銀河鉄道の夜』燈台守&カムパネルラの父
- 坂口理恵:『どんぐりと山猫と馬車別当』語り手&その他/『ゴーシュ弾かれのセロ』セロ/『光速銀河鉄道の夜』ブルカニロ博士
- 岡田さつき:『二人だけの祭りの晩』語り手&その他/『ゴーシュ弾かれのセロ』野ネズミの母親/『光速銀河鉄道の夜』先生&大学士
- 前田綾:『貝の火ただしカンテラの火』ホモイの父/『ゴーシュ弾かれのセロ』ゴーシュ/『光速銀河鉄道の夜』ザネリ&大学士の助手
- 小川江利子:『貝の火ただしカンテラの火』ホモイの母/『ゴーシュ弾かれのセロ』カッコウ/『光速銀河鉄道の夜』カムパネルラ
- 中村恵子:『貝の火ただしカンテラの火』狐/『ゴーシュ弾かれのセロ』三毛猫/『光速銀河鉄道の夜』牛乳屋&鳥捕り
- 藤岡宏美:『二人だけの祭りの晩』亮二/『貝の火ただしカンテラの火』ひばりの子&リス/『光速銀河鉄道の夜』ジョバンニの母&車掌
- 青山千洋:『無口な風の又三郎』高田三郎/『ゴーシュ弾かれのセロ』楽長/『光速銀河鉄道の夜』大学士の助手&マルソ
- 温井摩耶:『貝の火ただしカンテラの火』ホモイ/『ゴーシュ弾かれのセロ』三毛猫(代役)/『光速銀河鉄道の夜』家庭教師
- 大木初枝:『どんぐりと山猫と馬車別当』一郎/『光速銀河鉄道の夜』かおる
- 大浦理美恵:『ゴーシュ弾かれのセロ』野ネズミの子供/『光速銀河鉄道の夜』タダシ

日替わりキャスト(『ゴーシュ弾かれのセロ』タヌキの子):西川浩幸/岡田達也/細見大輔/大内厚雄/粟根まこと(劇団☆新感線)/首藤健祐(客演)/平野くんじ(TEAM 発砲・B・ZIN)/工藤順矢(TEAM 発砲・B・ZIN)

### 2006年再演
- 筒井俊作:『雪渡り鈴鳴らし』語り&二郎&狐の生徒/『ゴーシュ弾かれのセロ』野ネズミの子供/『光速銀河鉄道の夜』先生&大学士
- 左東広之:『雪渡り鈴鳴らし』語り&兄&狐の生徒/『注文の厳しい料理店』紳士/『光速銀河鉄道の夜』家庭教師
- 渡邊安理:『注文の厳しい料理店』猫/『光速銀河鉄道の夜』かおる
- 阿部丈二:『注文の厳しい料理店』紳士/『光速銀河鉄道の夜』ザネリ&大学士の助手
- 多田直人:『雪渡り鈴鳴らし』語り&兄&狐の子/『風の又三郎』高田三郎/『光速銀河鉄道の夜』マルソ&タダシ
- 坂口理恵:『雪渡り鈴鳴らし』紺三郎/『ゴーシュ弾かれのセロ』セロ/『光速銀河鉄道の夜』ブルカニロ博士
- 石川寛美:『雪渡り鈴鳴らし』かん子/『ゴーシュ弾かれのセロ』カッコウ/『光速銀河鉄道の夜』牛乳屋&鳥捕り
- 伊藤ひろみ:『雪渡り鈴鳴らし』』四郎/『ゴーシュ弾かれのセロ』三毛猫/『光速銀河鉄道の夜』ジョバンニの母&車掌
- 岡内美喜子:『注文の厳しい料理店』猫/『ゴーシュ弾かれのセロ』楽長/『光速銀河鉄道の夜』カムパネルラ
- 畑中智行:『注文の厳しい料理店』語り&白熊のような犬&猟師/『ゴーシュ弾かれのセロ』野ネズミの母親/『光速銀河鉄道の夜』ジョバンニ
- 三浦剛:『注文の厳しい料理店』語り&白熊のような犬/『ゴーシュ弾かれのセロ』ゴーシュ/『光速銀河鉄道の夜』燈台守&カムパネルラの父

日替わりゲスト(『ゴーシュ弾かれのセロ』タヌキの子):Advantage Lucy/糸賀徹/吉良知彦/Queen's Tears Honey/Co-rchestra/小峰公子/清水一雄/武田和大/三村昌也(LIPNITZ)

### 2011年再々演東京版
- 坂口理恵:『ゴーシュ弾かれのセロ』セロ/『光速銀河鉄道の夜』ブルカニロ博士
- 大内厚雄:『注文の厳しい料理店』白熊の様な犬&猟師/『ゴーシュ弾かれのセロ』ゴーシュ/『光速銀河鉄道の夜』燈台守&カムパネルラの父
- 石川寛美:『ゴーシュ弾かれのセロ』カッコウ/『光速銀河鉄道の夜』牛乳屋&鳥捕り
- 畑中智行:『注文の厳しい料理店』紳士/『ゴーシュ弾かれのセロ』野ネズミの母親/『光速銀河鉄道の夜』ジョバンニ
- 温井摩耶:『ゴーシュ弾かれのセロ』三毛猫/『銀河鉄道の夜』家庭教師
- 筒井俊作:『注文の厳しい料理店』紳士/『ゴーシュ弾かれのセロ』野ネズミの子供/『光速銀河鉄道の夜』先生&大学士
- 実川貴美子:『注文の厳しい料理店』猫/『ゴーシュ弾かれのセロ』楽長/『光速銀河鉄道の夜』カムパネルラ
- 林貴子:『注文の厳しい料理店』タヌキの子/『光速銀河鉄道の夜』ジョバンニの母&車掌
- 森めぐみ:『注文の厳しい料理店』猫/『光速銀河鉄道の夜』かおる
- 小笠原利弥:『注文の厳しい料理店』白熊の様な犬/『光速銀河鉄道の夜』ザネリ&大学士の助手
- 市川草太:『ゴーシュ弾かれのセロ』アンサンブル
- 小林春世:『ゴーシュ弾かれのセロ』アンサンブル/『光速銀河鉄道の夜』大学士の助手&タダシ

### 2011年再々演大阪&東北ツアー版
- 坂口理恵
- 大内厚雄
- 畑中智行
- 岡内美喜子
- 真柴あずき
- 温井摩耶
- 原田樹里
- 市川草太
- 鈴木秀明

## 参考
1. ↑  “演劇集団キャラメルボックス『賢治島探検記』2002”.  演劇集団キャラメルボックス. 2013年7月24日閲覧。
2. ↑  “演劇集団キャラメルボックス、東北応援無料ツアーが今週末よりスタート！宮沢賢治の童話をアレンジした「賢治島探検記」！”.   シネマトゥデイ (2011年10月4日). 2013年8月13日閲覧。
3. ↑  “賢治島探検記2011東京公演”.  演劇集団キャラメルボックス. 2013年7月25日閲覧。
4. ↑  “キャラメルボックス・ヒストリー”.  演劇集団キャラメルボックス. 2013年7月23日閲覧。